# TV Meio Norte Maranhão
TV Meio Norte Maranhão foi uma emissora de televisão brasileira sediada em São Luís, capital do estado do Maranhão. Operava no canal 28 UHF digital e era uma emissora própria da Rede Meio Norte.

## História

### Antecedentes

#### Concessão
A emissora pertence à classe do Serviço Especial de Televisão por Assinatura (TVA), criado pelo Decreto 95.744/88, sendo portanto um produto híbrido (uma mistura de TV aberta com TV por assinatura), que pode transmitir 7 horas em sinal aberto e 18 horas com sinal fechado. A concessão foi expedida pelo então presidente José Sarney em 9 de março de 1990, podendo ser explorada por até 15 anos, renováveis por mais 15.
Juntamente com esta concessão, expedida na última semana do governo Sarney, saíram mais 24 concessões do serviço de TVA, entre fevereiro de 1988 e março de 1990. Juntas, estas emissoras seriam os embriões da TV por assinatura no Brasil, utilizando o espectro da frequência UHF, na época não muito utilizado pelos canais convencionais que em sua maioria eram alocadas no espectro VHF.
Porém, o Serviço Especial de Televisão por Assinatura não prosperou no país, justamente por que na época da liberação das concessões, começaram a surgir os primeiros sistemas de televisão a cabo e por assinatura, trazidos por empresários argentinos, e que ofereciam programação variada através de canais estrangeiros captados via satélite. As concessões então demoraram a sair do papel, e boa parte delas nem passou disso, mantendo-se apenas até o seu vencimento entre 2003 e 2005.

#### Retransmissora de TV (1997-2004)
A concessão foi outorgada para o empresário Fernando Sarney, na época, proprietário do Sistema Mirante de Comunicação, e um dos filhos de José Sarney. Em 13 de setembro de 1997, a emissora entrou no ar através do canal 28 UHF, como uma retransmissora de sinal da TV Meio Norte, emissora sediada em Teresina, Piauí, e de propriedade do empresário Paulo Guimarães, sócio de Sarney na administração da TV Cocais em Caxias, Maranhão.
No entanto, a emissora piauiense tinha como afiliação o SBT, e em São Luís a rede era retransmitida pela TV Difusora. Como solução para o problema, a emissora, assim que terminavam os programas da TV Meio Norte, exibia a programação da CNT. No entanto, isso não chegou a funcionar algumas vezes, visto que quem operava os equipamentos da retransmissora local demorava a trocar de sinal quando se encerrava a programação da TV Meio Norte, chegando a exibir atrações do SBT ao mesmo tempo que a TV Difusora. Além disso, algumas atrações da rede paulistana eram anunciadas durante os comerciais da TV Meio Norte mesmo sem serem exibidas em São Luís.
Em 25 de fevereiro de 1999, a CNT deixa de ser transmitida pelo satélite Brasilsat 1, deixando a retransmissora local sem o sinal da rede por mais de 22 horas. Isto se explica em função da CNT estar enfrentando uma crise financeira desde 1998, e passando a operar apenas o sinal codificado em outro satélite, e com custo menor se comparado ao que era liberado para que tinha antena parabólica. Com isto, a retransmissora passou apenas a transmitir o sinal da TV Meio Norte, e assim que acabavam seus programas, era colocado um slide com a inscrição "TV MN MEIO NORTE SÃO LUÍS CANAL 28", acompanhado do áudio da Rede Brasil Sat, também pertencente à Paulo Guimarães.
Esta situação durou até 20 de dezembro, quando a emissora voltou a exibir o sinal da CNT que era codificado para as afiliadas, chegando até a exibir comerciais locais e o sorteio do Poupa Ganha, tele bingo criado por Paulo Guimarães e que na época era exibido somente pela TV Difusora. Nesta época, a TV Meio Norte já enfrentava várias divergências com o SBT em relação a extensiva programação local, que chegavam a impedir a exibição dos programas gerados pela rede, o que futuramente culminou na rescisão de contrato da emissora piauiense e na sua afiliação com a Rede Bandeirantes. A transmissão durou até 15 de agosto de 2000, quando a retransmissora saiu do ar ao mesmo tempo em que o Poupa Ganha era embargado pelo Ministério Público em função de várias denúncias de irregularidades no estado.
O canal 28 só voltou a ser ativado novamente em abril de 2002, cerca de 2 anos após ter saído do ar. Ao contrário dos anos anteriores, retransmitia apenas a programação do Canal Futura, que há cerca de um mês deixava de ser transmitido pelo canal 15 UHF, mantido pela Fundação Nagib Haickel. A transmissão durou até março de 2004, quando o canal saiu do ar novamente.

#### TV Upaon-Açu (2008-2011)

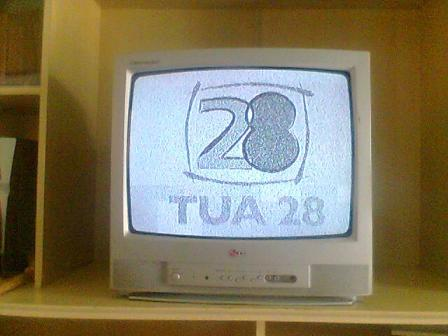
Televisor sintonizando o slide de identificação exibido durante as vezes em que a emissora esteve no ar em 2008.

Em 12 de agosto de 2008, cerca de 6 anos após ter saído do ar, a emissora volta a operar assumindo a marca TV Upaon-Açu, mostrando um slide com a identificação "TUA 28" e em outras barras de cor e música instrumental. O slide era similar ao logotipo do extinto canal 20 da operadora de TV a cabo TVN, que ficou no ar até 2005. Em 22 de agosto, o sinal saiu do ar, mas voltou em 28 de agosto.
No dia 15 de fevereiro de 2009, a emissora passa a operar com um potente transmissor e boa imagem e som. Em 30 de março, por causa das fortes chuvas na cidade de São Luís, sai novamente do ar, mas retorna logo em seguida. Na madrugada do dia 3 de abril, a emissora saiu do ar novamente, e voltou em 9 de abril.
Em 17 de janeiro de 2010, a emissora saiu do ar, mas retorna em 26 de outubro do mesmo ano. A emissora saiu do ar em 3 de novembro, exibindo apenas um fade escuro, com algumas interferências. Em 10 de dezembro, o sinal volta ao ar com color bar e música instrumental, mas volta a sair do ar dois dias depois, retornando em 19 de dezembro, com baixa potência. As transmissões encerram-se novamente em 3 de janeiro de 2011, com o canal permanecendo fora do ar até então. Durante todo o tempo em que o sinal permaneceu no ar entre 2009 e 2011, eram exibidas apenas barras de cor acompanhadas de uma música instrumental, ou até mesmo apenas um fade escuro, sem nenhuma programação.

### Lançamento (2014-2016)

Logotipo da emissora entre 2015 e 2018

Em 14 de agosto de 2014, o sinal da emissora volta em definitivo ao ar, transmitindo em sinal digital pelo canal 28 UHF, a programação da Rede Meio Norte. O fato foi anunciado massivamente durante os programas da emissora piauiense.
Duas semanas depois, em 28 de agosto, durante o Agora, o jornalista Ieldyson Vasconcellos fez um link direto com São Luís, onde o jornalista Carlos Moraes anunciou a criação da TV Meio Norte Maranhão, a segunda emissora própria da Rede Meio Norte, e a criação de duas versões locais dos programas da matriz piauiense, o Maranhão Agora e o 70 Minutos, com previsão de estreia ainda naquele ano. O primeiro programa a ser levado ao ar foi o jornalístico Agora Maranhão, a exemplo do Agora exibido na TV Meio Norte Teresina, sendo apresentado por Carlos Moraes, em 3 de novembro, porém durando apenas até o fim do ano. Após a extinção do mesmo, a emissora passou apenas a enviar matérias para a rede.
Em 14 de dezembro, a emissora inaugurou uma torre no alto do Edifício Planta Tower, onde ficavam seus estúdios, deixando de utilizar o sistema irradiante da TV Mirante São Luís. Durante a troca, a emissora acabou tendo de reduzir a sua potência de transmissão devido a uma manutenção feita no seu sistema irradiante. O sinal se normalizou em janeiro de 2015.
Em 1.º de junho de 2015, a emissora reestreia sua programação local, apresentando as versões locais dos programas jornalísticos Ronda do Povão, apresentado por Ivan Lima, e o Agora Maranhão, que reestreou sob o comando de Heider Lucena, além do Revista Maranhão, programa de variedades apresentado por Keith Almeida. Durante a noite, estreou o Compartilhe, programa de entrevistas com Carlos Moraes.
Em 14 de setembro, a emissora criou uma segunda edição do Agora Maranhão, sob o comando de Carlos Moraes, no horário onde nacionalmente era exibido o Patrulha, no fim de tarde. Em 2 de novembro, a emissora estreou a versão local do Bom Dia Meio Norte, apresentada por Osvaldo Maia, vindo da TV Maranhense.

### Demissões e extinção (2016-2024)
Em 19 de fevereiro de 2016, em razão de um calote dos seus colaboradores e anunciantes, a emissora promoveu cortes em sua folha de pagamento, demitindo 16 funcionários e extinguindo boa parte da programação local, uma vez que os programas não estavam tendo retorno financeiro. Os programas Bom Dia Meio Norte, Ronda do Povão, a 2.ª edição do Agora e Compartilhe foram extintos. Os apresentadores Osvaldo Maia e Heider Lucena e a repórter Camila Castro foram demitidos, enquanto Ivan Lima transferiu-se para a matriz em Teresina.
Em 22 de fevereiro, a emissora remanejou o Revista Maranhão para as manhãs, e reduziu a duração do Agora para 50 minutos. Em 29 de fevereiro, o bloco esportivo Esporte Meio Norte, até então exibido dentro do Agora, torna-se um novo programa, antecedendo o jornalístico.
Em junho, Carlos Moraes entra de férias e seu posto no Agora é assumido pelo repórter Hugo Viegas. Porém, um mês depois, Moraes deixa a emissora transferindo-se para a Rede Mercosul no Paraná, após desentender-se com a direção do Sistema Integrado de Comunicação Meio Norte. Viegas então passa a acumular também a função de apresentador do programa e repórter ao mesmo tempo.
Em 28 de julho de 2017, o Revista Maranhão deixa de ser exibido e a apresentadora Keith Almeida é demitida, sendo que algumas semanas depois ela estreou uma nova atração na TV Maranhense. Com o fim do programa, restaram na grade apenas o Esporte Meio Norte e o Agora Maranhão, que continuaram tendo exibição normal até janeiro de 2018.
Neste mês, em razão das fortes chuvas que caíram em São Luís, o sinal da emissora saiu do ar após os equipamentos de transmissão serem danificados. As transmissões só foram restabelecidas em 18 de maio de 2019, 17 meses depois de terem sido interrompidas. Nesse meio tempo, a Meio Norte demitiu os apresentadores Hugo Viegas (que manteve as entradas ao vivo para a rede ao longo de 2018), Raimundinho Lopes e Gil Porto, encerrando definitivamente a programação local.
Ainda em 2019, a estação voltou a sair do ar, e em 12 de março de 2020, a autorização de uso de radiofrequência expirou. A TV Meio Norte Maranhão tinha até 21 de setembro de 2023 para solicitar prorrogação do direito de uso do canal 28 UHF, mas não se manifestou, tendo o processo de cassação da outorga iniciada pela ANATEL em 11 de março de 2024.